# The Stroj
The Stroj je slovenska glasbena skupina, ki deluje od leta 1997.

## Ime
Ime The Stroj je skovanka angleške besede the ter besede stroj, ki pri izgovorjavi zveni kot angleška beseda destroy (uničiti, uničevati). Ime predstavlja glasbeno zvrst, ki jo je skupina ustvarjala v slogu industrijske glasbe.

## Zgodovina
»Urbano pleme« iz Laškega (1997- 2002)
Glasbeni kolektiv The Stroj februarja 1997 v Laškem formira tolkalec in filozof Primož Oberžan, da bi udejanil vizijo neodvisnega tolkalskega kolektiva, ki bo svoj ustvarjalni zagon izrazilo skozi zvočni Stroj iz odpadnega in najdenega materiala.
Na samem začetku The Stroj deluje kot osemčlanska tolkalska zasedba, katere inštrumentarij sestavljajo odpadni plastični in kovinski sodi, odsluženi strojni deli ter različna delovna orodja. Za glasbo iz zgodnjega obdobja so značilne izrazito tolkalske kompozicije, ki temeljijo na udarnih, mehanično strukturiranih ritmih, industrijsko zvenečih tolkalih ter ritualnem izvajalskem pristopu.
Konec decembra leta 1997 The Stroj nastopijo v televizijski oddaji Odklop v produkciji Kanala A, njihov drzen in brezkompromisen ustvarjalni pristop pa čez noč pritegne pozornost širše slovenske javnosti. V naslednjih letih The Stroj postanejo prepoznavni predvsem po drznih, fizično napornih ter udarnih glasbenih nastopih, podprtih s spektakularno pirotehniko, največkrat uprizorjenih na nenavadnih prizoriščih kot so kamnolomi, rudnik, ladje, predelan mestni avtobus ter različni industrijski objekti. Konec 90. začno The Stroj intenzivno nastopati po Sloveniji, republikah bivše Jugoslavije ter po evropskih festivalih
Leta 1999 Oberžan k sodelovanju povabi še Alda Ivančiča (BAST, Borghesia), ki se jim pridruži kot snemalec, producent in oblikovalec zvoka ter postane njihov dolgoletni sodelavec vse do danes. Glasba iz tega obdobja je zabeležena na albumih Ventilator (Strojmusic/Dallas 2000) ter Gremo! (Strojmusic/Dallas 2002). 
Marca leta 2000 The Stroj prvič nastopijo v veličastni rotundi Železniškega muzeja v Ljubljani, ki v prihodnjih letih postane eno osrednjih prizorišč za njihove projekte. Aprila nastopijo na festivalu Big Torino 2000, junija pa zastopajo slovenske barve na EXPU 2000 v Hanovru. Julija v kamnolomu Rečica pri Laškem zgradijo nov Stroj, veličastno konstrukcijo z inštrumenti s katero v prihodnjih letih nastopajo na največjih prizoriščih.
V istem letu The Stroj prejmejo nagrado Zlata ptica za dosežke na področju glasbe, TV Slovenija pa o njih posname dokumentarni film (režija: Brane Bitenc, scenarij Edvard Žitnik).
Marca leta 2001 The Stroj ponovno nastopijo v Železniškem muzeju Ljubljana, avgusta pa v kamnolomu Rečica pri Laškem pripravijo glasbeno scenski spektakel Pogon/Drive 01.
Junija leta 2002 se The Stroj prvič predstavijo angleški publiki na BBC Music Live festivalu v Leedsu, takoj zatem pa na Biker’s Weekendu v Lendavi premierno predstavijo še Strojebus, odslužen avtobus Ljubljanskega potniškega prometa, predelan v mobilni oder z lastnim agregatom in ozvočenjem. Konec leta izdajo drugi album z naslovom Gremo!, ki ga decembra predstavijo tudi na promocijskem nastopu v Železniškem muzeju Ljubljana.

## 2003-2006: Materialna glasba iz Začasno avtonomne cone
Leta 2003 se kolektivu kot glasbenik, izdelovalec inštrumentov in grafični oblikovalec pridruži še akademski slikar Aleksij Kobal Arhivirano 2012-06-06 na Wayback Machine.. Kobal med nabiranjem odpadnega materiala za svoja slikarska dela v industrijski coni Šiška v Ljubljani naleti na odsluženo vagonsko cisterno in jo uspe predelati v orjaški inštrument. Kobal  skupaj s sodelavci iz The Stroja med letoma 2004 in 2006 v Cisterni eksperimentira z novimi zvoki, Cisterno pa javnosti prvič in zadnjič predstavijo na nastopu v Železniškem muzeju Ljubljana leta 2006.
S Kobalom The Stroj prvič nastopijo avgusta 2003 na Stockton Riverside Festivalu, njihov zvok pa je nadgrajen z izvirnimi pihali in strunskimi inštrumenti. Kompozicije iz tega obdobja so izšle na albumu Cona/The Zone (2006). 
Poleti 2004 The Stroj v okviru prireditve Pivo in Cvetje nastopijo na strehi sladarne, najvišje stavbe Pivovarne Laško, njihov nastop pa si ogleda več deset tisoč ljudi. Jeseni pa skupaj z Aldom Ivančičem, koreografom Matejem Kejžarjem ter štirimi plesalci v Cankarjevem domu uprizorijo glasbeno-plesno predstavo Začasno avtonomna cona.
Junija 2005 The Stroj dvakrat nastopijo na Singapore Art Festivalu, avgusta pa ponovno gostujejo na Stockton Riverside Festivalu v Angliji.
Junija 2006, ob izidu njihovega tretjega albuma z naslovom Cona/The Zone, ponovno nastopijo v Železniškem muzeju Ljubljana.

## 2007-2018: Kymatika in metamehanika
V začetku leta 2007 je The Stroj nepričakovano zapustila večina sodelavcev, ki nadaljujejo delo pod imenom StrojMachine.
Oberžan še isto leto začne načrtovati nove inštrumente ter se loti raziskovanja kymatike, materialne vizualizacije zvoka s pomočjo različnih tekočin, ognja ter snovi v prahu.
Aprila 2009 The Stroj s prenovljeno zasedbo in inštrumentarijem v ljubljanskem Kinodvoru premierno predstavijo projekt Kymatikon, ki nakaže prehod v novo fazo ustvarjanja in korenite spremembe v zvočni podobi kolektiva. Zvok The Stroja, ki še vedno  temelji na izrazitih in kompleksnih ritmičnih strukturah ter značilnem zvoku tolkal in zvočnih strojev lastne izdelave, se začne nadgrajevati z elektronsko manipuliranimi terenskimi posnetki, starimi elektronskimi inštrumenti, različnimi električnimi napravami in orodji ter ženskim vokalom.
S Kymatikonom The Stroj zarišejo nov ustvarjalni horizont, žive nastope pa nadgradijo z video projekcijami neposrednih zvočnih učinkov v različnih vrstah tekočin in snovi v prahu, ki na projekcijskem platnu izrisujejo neopisljive dinamične scenografije.
3. novembra 2009, na 52. obletnico izstrelitve Sputnika 2, The Stroj izdajo retro futuristični pop single Laika (http://soundcloud.com/the-stroj/the-stroj-laika). Na posnetku prvič predstavijo posodobljen zvok prenovljenega inštrumentarija v kombinaciji z ženskim vokalom.
V letih 2010 in 2011 se Oberžan intenzivno posveča gradnji novih inštrumentov (vzmetni bobni, kontaktor), pedagoškemu delu ter raziskovanju kymatike, s kolektivom pa pripravljajo in snemajo material za naslednji album. Avgusta 2012 v okviru Evropske prestolnice kulture v reciklažnem centru Surovine v Teznem pri Mariboru skupaj z njihovimi delavci izvedejo industrijsko glasbeni spektakel pred večtisočglavo množico.
Leta 2013 se kolektivu pridruži Stane Špegel aka HouseMouse s katerim dokončajo material za četrti album Metafonik, ki oktobra 2013 izide pri MKC Maribor. Izid albuma pospremi tudi aktualni single Zombie Hunters. Njihova glasba še vedno bazira na ekspresivnih in kompleksnih ritmičnih strukturah, mehanskih in elektronskih tolkalih ter zvočnih strojih, nadgrajenih s sodobnimi elektronskimi manipulacijami in zvočnimi matricami. ky 
Oktobra 2014 The Stroj posnamejo celoten koncert v oddaji Aritmični koncert na TV Slovenija.
Aprila 2017 The Stroj praznujejo 20. obletnico delovanja, ki jo pospremijo z obsežno retrospektivno razstavo in koncertom v Muzeju premogovništva v Velenju. Ob tem izdajo še single Grandioso.
Septembra 2018 The Stroj na Ljubljanskem gradu premierno predstavijo novo produkcijo Plamen v prsih, v kateri na odru predstavijo še neobjavljen glasbeni material, kymatične video projekcije ter spektakularno pirotehniko.

## Aktualna zasedba
- Dare Hriberšek – sod
- Matej Bib Selan - sod
- Žiga Miklavc – sod
- Fabijan Purg - sod
- Matic Kadliček - sod
- Matej Voglar – sod, hang
- Marco Calì - pajk
- Stane Špegel – elektronika
- Matic Gselman - kick
- Črt Lipovšek - performance
- Gea Erjavec - performance
- Primož Oberžan – vzmetni bobni, efektor, teremin, glas

## Soustvarjalci
- Aldo Ivančič – oblikovanje in manipulacija zvoka, zvočna produkcija
- Loris Vižintin (Intralux) & Črt Birsa – oblikovanje luči
- Aleksij Kobal – grafično oblikovanje
- Luka Drinovec – kymatika
- Arnold Marko (Kabum Production) – kamera in video produkcija
- Samo Letonja - kamera in video produkcija
- Damjan Švarc – fotografija

## Nekdanji člani kolektiva
- Leon Vavričuk (1997-1999)
- Dare Gozdnikar (1997-1999)
- Rok Deželak (1997-2001)
- Andrej Krašek (1997-2003)
- Aljaž Cestnik (1997-2003)
- Jure Šuhel (1997-2007)
- Črt Lipovšek (1997-2007)
- Sergej Dobovšek (2000-2003)
- Sonja Dernjač (2000-2007)
- Matjaž Madjar (2000-2007)
- Gregor Brvar (1999-2007)
- Uroš Srpčič (2002-2003)
- Bojan Krhlanko (2002-2007)
- Aleksij Kobal (2003-2007)
- Miha Markošek (2004-2007)
- Janez Levec ( 2004-2007)
- Sašo Kotnik (2004-2007)
- Goran Završnik (2008-2009)
- Anže Žurbi (2008-2010)
- Žiga Kožar (2008-2011)
- Matija Jašarov (2009-2011)
- Eva Breznikar(2008-2011)
- Matija Bencik (2012)
- Nina Orlič (2011-2018)

## Diskografija
- Ventilator (Strojmusic/Dallas Records 1999)
- Gremo! (Strojmusic/Dallas Records 2002)
- Cona/The Zone (Strojmusic/Dallas Records 2006)
- Metafonik (MKC Maribor 2013)